# Запорный клапан
Запорный клапан (вентиль) — запорная арматура, конструктивно выполненная в виде клапана, то есть её запирающий элемент перемещается параллельно оси потока рабочей среды. Как и другие виды запорной арматуры, запорные клапаны применяются для полного перекрытия потока рабочей среды с определённой герметичностью. Запирающий элемент, которым в запорном клапане чаще всего является золотник, в процессе эксплуатации находится в крайних положениях «открыто» или «закрыто». Для регулирования расхода среды путём изменения проходного сечения применяются регулирующие клапаны, также существуют и запорно-регулирующие клапаны, совмещающие функции регулирования расхода и герметичного перекрытия потока среды.
Следует заметить, что до 1982 года клапаны, в которых затвор перемещается при помощи резьбовой пары шпиндель—ходовая гайка, назывались вентилями, однако это наименование было упразднено и сейчас клапаном называют и арматуру с резьбовым шпинделем (передающим крутящий момент от привода), и с гладким штоком (передающим поступательное усилие от привода). Клапаны вентильного типа управляются вручную или электроприводом, а клапаны с гладким штоком — гидро-, пневмо- или электромагнитным приводом (соленоидный клапан), а также механическим приводом от других устройств. Запорные клапаны с быстродействующими поршневыми пневматическими приводами входят в состав защитной арматуры и носят название отсечные.
Клапаны широко распространены как запорная арматура, что объясняется возможностью обеспечения хорошей герметизации в запорном органе при сравнительной простоте конструкции. Клапаны применяются для жидких и газообразных сред с широким диапазоном рабочих параметров: давления — от вакуума 5⋅10−3 мм рт. ст. до 250 МПа, температуры — от −200 до +600 °C. Клапаны обычно используются на трубопроводах относительно небольших диаметров, так как в случае больших размеров приходится иметь дело с существенным возрастанием усилий для управления клапаном и усложнять конструкцию для обеспечения правильной посадки затвора на седло корпуса.

## Достоинства и недостатки
Кроме вышеуказанных достоинств клапаны обладают и другими, например:
- возможность применения в условиях высоких температур и давлений, вакуума, коррозионных и агрессивных сред;
- сравнительная простота технического обслуживания и ремонта в условиях эксплуатации.

Конструкция клапанов во многом схожа с конструкцией задвижек, но принципиальное её отличие — то, что перемещение затвора совпадает с осью перемещения потока среды, а не перпендикулярно ему, даёт клапанам ряд преимуществ перед задвижками, среди которых:
- малый ход затвора для полного открытия (обычно не более 0,25 номинального диаметра, в то время как у задвижек — не менее диаметра) и, соответственно, малая строительная высота и масса;
- в клапанах гораздо проще, чем в задвижках, обеспечить требуемую герметичность затвора (путём применения уплотнительных колец из различных неметаллических материалов);
- при закрытии и открытии клапана в отличие от задвижки практически исключается трение уплотнения затвора о седло, что существенно уменьшает износ уплотнительных поверхностей;
- возможность применения сильфона в качестве уплотнения арматуры по отношению к внешней среде.

К недостаткам клапанов можно отнести:
- высокое (по сравнению с шаровыми кранами и задвижками) гидравлическое сопротивление, что при больших диаметрах прохода и высоких скоростях среды создаёт большие потери энергии и вызывает необходимость соответственно повышать начальное давление в системе;
- ограничение пределов применения по диаметру, о котором было сказано выше;
- наличие в большинстве конструкций застойных зон, в которых скапливаются механические примеси из рабочей среды, шлам, что приводит к интенсификации процессов коррозии в корпусе арматуры[4][5].

## Устройство и принцип действия
Корпус (4) (на поясняющем рисунке жёлтого цвета) имеет два патрубка с концами для присоединения к трубопроводу, оно может быть любым известным способом фланцевым, муфтовым, штуцерным, цапковым, приваркой. Внутри корпуса расположено седло, которое в положении «закрыто» перекрывается затвором (золотником (3)). Шпиндель (1) проходит через сальниковое уплотнение в крышке. В конструкции, изображённой на поясняющем рисунке, ходовая часть запорного органа вынесена за пределы зоны рабочей среды с помощью бугельного узла (2). Уплотнение может быть и сильфонным, в этом случае вынесение ходового узла не требуется.
Шпиндель (1) передаёт крутящий момент от ручного штурвала или механического привода через неподвижную ходовую гайку золотнику, преобразуя его в поступательное движение золотника, в крайнем нижнем положении золотник садится в седло и поток среды перекрывается. Усилие, передаваемое от привода, может быть и поступательным, в этом случае ходовая гайка отсутствует, а вместо шпинделя используется гладкий шток.

## Различия в конструкциях

### Конструкции уплотнения
По способу герметизации подвижного соединения «шпиндель (шток) — крышка», клапаны делятся на сальниковые, сильфонные и мембранные (диафрагмовые).

#### Сальниковая арматура
В сальниковой арматуре герметичность соединения крышки с подвижной деталью затвора обеспечивается сальниковым устройством. Суть сальникового устройства в том, что на внешней стороне крышки или корпуса в том месте, где через них проходит шток или шпиндель, создаётся сальниковая камера, в которую укладывается уплотнительный материал — сальниковая набивка. При помощи специальных устройств набивка поджимается вдоль оси шпинделя (штока), упираясь в стенки сальниковой камеры и уплотняется. Таким образом создаётся герметичность и рабочая среда не проникает за пределы корпуса. В арматуре малых диаметров поджатие набивки производится накидной гайкой, больших — специальной деталью (сальником) при помощи двух откидных или анкерных болтов с гайками.
Сальниковое уплотнение обладает многими достоинствами, которые делают его в большинстве случаях предпочтительным. Среди них:
- возможность изготовления сальниковой набивки из различных материалов, позволяющих обеспечить хорошее уплотнение в широком спектре рабочих давлений и температур;
- простота конструкции;
- возможность поднабивки сальника или смены набивки в процессе эксплуатации.

Сальники максимально упрощают конструкцию и уменьшают стоимость арматуры, однако для номинального давления от 2,5 МПа и номинального диаметра более 50 (эти границы весьма ориентировочные) ходовой узел выносится из зоны рабочей среды и располагается выше сальникового уплотнения, а ходовую гайку размещают в бугельном узле, расположенным над крышкой клапана, то есть конструкция существенно усложняется для ликвидации влияния рабочей среды на соединение шпиндель—гайку и повышения его долговечности и надёжности.

#### Сильфонная арматура
В сильфонной арматуре уплотнение подвижных элементов относительно внешней среды обеспечивается сильфонным узлом. Главным его элементом является сильфон — гофрированная трубка. Металлический сильфон при помощи сварки или пайки соединяется с верхними или нижними кольцами (или деталями другой формы), образуя так называемую сильфонную сборку. Сильфонная сборка своей верхней частью неподвижно и герметично соединяется с корпусными деталями арматуры, а нижней — со штоком или золотником клапана, перекрывая таким образом возможность выхода рабочей среды во внешнюю. Поступательное перемещение штока для управления золотником происходит внутри сильфона, который может изменять свою длину за счёт деформации гофров.
Сильфонные клапаны используются для работы в таких средах, утечка которых в окружающую среду недопустима. Преимущество таких клапанов перед сальниковыми — исключение утечки рабочей среды в атмосферу в пределах срока службы сильфонного узла. Но это преимущество достигается путём существенного усложнения конструкции и соответственно более высокой стоимости клапана. Кроме того, ремонт сильфона клапана при его усталостном разрушении представляет собой сложную операцию по замене сильфонной сборки, поэтому в таких случаях клапан необходимо менять на новый.

#### Мембранная арматура
Мембранные клапаны принципиально отличаются от клапанов другой конструкции.
В мембранной арматуре внешнее уплотнение обеспечивается при помощи мембраны, выполняющейся в виде упругого диска из эластичных материалов (резина, фторопласт). Профиль мембраны позволяет в центральной её части осуществлять возвратно-поступательное движение, достаточное для закрывания или открывания запорного или регулирующего органа арматуры. Мембрана устанавливается и зажимается по наружному диаметру между корпусом и крышкой, это обеспечивает герметичность соединения корпусных деталей и одновременно полностью отсекает внутреннюю полость арматуры от внешней среды.
Особенность этих клапанов состоит в том, что диафрагма одновременно может выполнять функцию затвора, перекрывая под действием шпинделя проход рабочей среды через корпус.
Такая конструкция позволяет без применения нержавеющих сталей иметь чугунные клапаны, пригодные для различных агрессивных сред. Это достигается покрытием (футеровкой) внутренних поверхностей корпуса различными коррозионостойкими материалами (фторопласт, резина, полиэтилен, эмали).
Недостатками таких клапанов являются небольшой срок службы мембраны и ограниченные небольшими давлениями и температурами пределы их применения.

### Направление потока
По конструкции корпуса и расположению на трубопроводе, связанным с направлением потока рабочей среды, запорные клапаны различаются:
- проходные — в них направление потока среды на входе и выходе одинаковое, но иногда ось выходного патрубка смещена параллельно входному. В таком клапане поток среды в корпусе делает как минимум два поворота на 90°, что приводит к высокому гидросопротивлению и появлению застойных зон в корпусе;
- угловые — в них поток поворачивает на 90°, но один раз, что позволяет снизить гидросопротивление. Существенный недостаток таких клапанов заключается в том, что область их применения ограничивается поворотными участками трубопроводов;
- прямоточные — в них, как и в проходных, направление потока сохраняется, но ось шпинделя расположена не перпендикулярно, а наклонно к оси прохода. Такая конструкция позволяет существенно спрямить поток и уменьшить гидросопротивление, однако при этом увеличивается ход затвора, строительная длина и масса изделия.[5]

### Конструкция рабочего органа
Затворы в клапанах бывают тарельчатыми (золотниковыми) или коническими.
Уплотнительные поверхности тарельчатого затвора могут быть плоскими или конусными, в последнем случае седло в корпусе выполняется в виде фаски. Плоские уплотнения позволяют изготавливать их из различных металлов, сплавов и неметаллических материалов, они хорошо работают в жидких и газообразных средах, не содержащих взвешенных частиц. Конусные уплотнения, металл по металлу, используются для клапанов высоких давлений со взвешенными частицами в рабочей среде.
Конический затвор применяется в клапанах номинальным диаметром не более 25, для номинальных давлений от 16 МПа и выше. Такие клапаны называются игольчатыми.